# Pionieri a Ingolstadt
Pionieri a Ingolstadt (Pioniere in Ingolstadt, 1970) è uno sceneggiato televisivo di Rainer Werner Fassbinder tratto dall'omonima pièce teatrale di Marieluise Fleißer, andato in onda a partire dal 19 maggio 1971 sul secondo canale (ZDF) della televisione tedesca.

## Trama
La vita della cittadina di Ingolstadt viene animata dall'arrivo di un contingente di soldati del genio militare. È l'occasione per le ragazze di cambiare le loro vite e, a seconda dei caratteri e dei temperamenti, alcune cercano solo un'avventura, altre il grande amore. Mentre Alma (Irm Hermann) amoreggia con diversi militari, la cameriera Berta (Hanna Schygulla) s'innamora del timido Karl (Harry Baer). Ma per lui è solo un'avventura e dopo una breve relazione la lascia.